# سیارک ۶۵۶۹۷
سیارک ۶۵۶۹۷ (به انگلیسی: 65697 Paulandrew، نامگذاری:1991TU15) شصت و پنج هزار و ششصد و نود و هفتمین سیارک کشف شده‌است که در ۶ اکتبر ۱۹۹۱ کشف شد.